# Estoloides modica
Estoloides modica är en skalbaggsart som beskrevs av Chemsak och Noguera 1993. Estoloides modica ingår i släktet Estoloides och familjen långhorningar. Inga underarter finns listade i Catalogue of Life.